# Albina Starline
Albina Starline este un hibrid obținut prin diferite încrucișări ale subspeciei de albine melifere italiene (Apis mellifera ligustica). Hibridul a fost obținut de Dr Gladstone H. Cale (1919-1978), un apicultor de origine nord-americană, specialist în genetica albinelor. A fost angajat la firma Dadant unde s-a ocupat în mod special de creșterea albinelor și a creat trei hibrizi: Apis mellifera x Starline, Apis mellifera x Midnight și Apis mellifera x Cale.